# Kupea jonii
Kupea jonii, Holomikotrofna trajnica iz porodice Triuridaceae, endemska je vrsta u Tanzaniji.
Vodi se kao kritično ugrožena vrsta, čije su stanište planine Udzungwa.